# Epuraea marseuli
Epuraea marseuli är en skalbaggsart som beskrevs av Edmund Reitter 1872. Epuraea marseuli ingår i släktet Epuraea, och familjen glansbaggar. Arten är reproducerande i Sverige.